# Tenkasi
Tenkasi (Tamil: தென்காசி Teṉkāci [ˈt̪enkaːsi]), veraltet anglisiert Thenkaushee, ist eine Stadt im südindischen Bundesstaat Tamil Nadu mit rund 71.000 Einwohnern (Volkszählung 2011).
Tenkasi liegt im gleichnamigen Distrikt im Süden Tamil Nadus 620 Kilometer südwestlich von Chennai (Madras), der Hauptstadt des Bundesstaates, und 50 Kilometer nordwestlich der Stadt Tirunelveli. Die Stadt befindet sich im Flachland wenige Kilometer vom Fuß der Westghats, die die natürliche Grenze zum Nachbarbundesstaat Kerala bilden, entfernt. Fünf Kilometer südwestlich von Tenkasi liegt der für seine Wasserfälle bekannte Ort Courtallam. Tenkasi ist Hauptort des gleichnamigen Taluks (Sub-Distrikts).
Der Name Tenkasi bedeutet in der lokalen Sprache Tamil „Kashi (Varanasi) des Südens“. Dem Glauben nach soll ein Besuch Tenkasis die Wallfahrt nach Varanasi ersetzen. Der Haupttempel der Stadt ist dem Gott Shiva als Kasi Viswanathar gewidmet, derjenigen Erscheinungsform Shivas, die in der heiligen Stadt Varanasi verehrt wird. Der Tempel wurde im 15. Jahrhundert von Arikesari Parakrama, einem späten Vertreter der Pandya-Dynastie, die nach dem Fall des Pandya-Reiches über die Gegend um Tirunelveli herrschte, gestiftet. Auffälligstes Baumerkmal des 1,6 Hektar großen Tempelkomplexes ist der 54 Meter hohe Gopuram (Torturm), der sich über dem Haupteingang im Osten erhebt.
Tenkasi liegt an der Straßenverbindung von Tirunelveli über die Westghats nach Kerala. Tenkasi ist zudem ein Eisenbahnknotenpunkt zwischen Tamil Nadu und Kerala: Hier trifft die aus Madurai über Virudhunagar kommende Strecke auf eine Strecke die von Tirunelveli über die Westghats nach Kollam in Kerala führt. Wegen der Umstellung auf die Breitspur (Projekt Unigauge) war die Strecke Tirunelveli-Kollam längere Zeit nur bis Shenkottai in Betrieb. Die Umstellung des 72 Kilometer langen Abschnitts Tirunelveli-Tenkasi wurde am 21. September 2012 offiziell abgeschlossen.
62 Prozent der Einwohner Tenkasis sind Hindus, 35 Prozent Muslime und 3 Prozent Christen. Die Hauptsprache ist, wie in ganz Tamil Nadu, das Tamil, das von 98 Prozent der Bevölkerung als Muttersprache gesprochen wird.